# Dendrariul din Chișinău
Dendrariul din Chișinău este un parc dendrologic din sectorul Buiucani, Chișinău. Parcul este amplasat în partea central-vestică a municipiului, în valea râului Durlești și în perimetrul străzilor I. Creangă, V. Lupu (vizavi este amplasat parcul Valea Morilor), E. Сoca și A. Șciusev. 
A fost fondat în anul 1973 pe locul fostei Grădini Botanice a Academiei de Științe a Moldovei. La început a avut o suprafață de 73 de hectare, în prezent suprafața parcului a fost extinsă până la 77,8 de hectare. 
În cadrul parcului există peste o mie de tipuri de plante care reprezintă majoritatea florei din Republica Moldova. Parcul deține o bogată colecție de semințe de legume, semințe oleaginoase, rozacee ș.a. Colecția de conifere numără mai mult de 50 de denumiri din zone floristice diferite ale globului. Dintre speciile lemnoase rare pentru Moldova, cresc: Ginkgo biloba sau arborele pagodelor, Metasequoia, tsuga canadiană, bradul Duglas, chiparosul de Arizona, bradul Fraier, pinul galben, pinul flexibil, Chamaecyparis lawsoniana, arborele lalea, arțarul Mono, arțarul trident, dudul japonez, etc. Există sectoare cu elemente ale vegetației forestiere din Moldova.

## Galerie de imagini

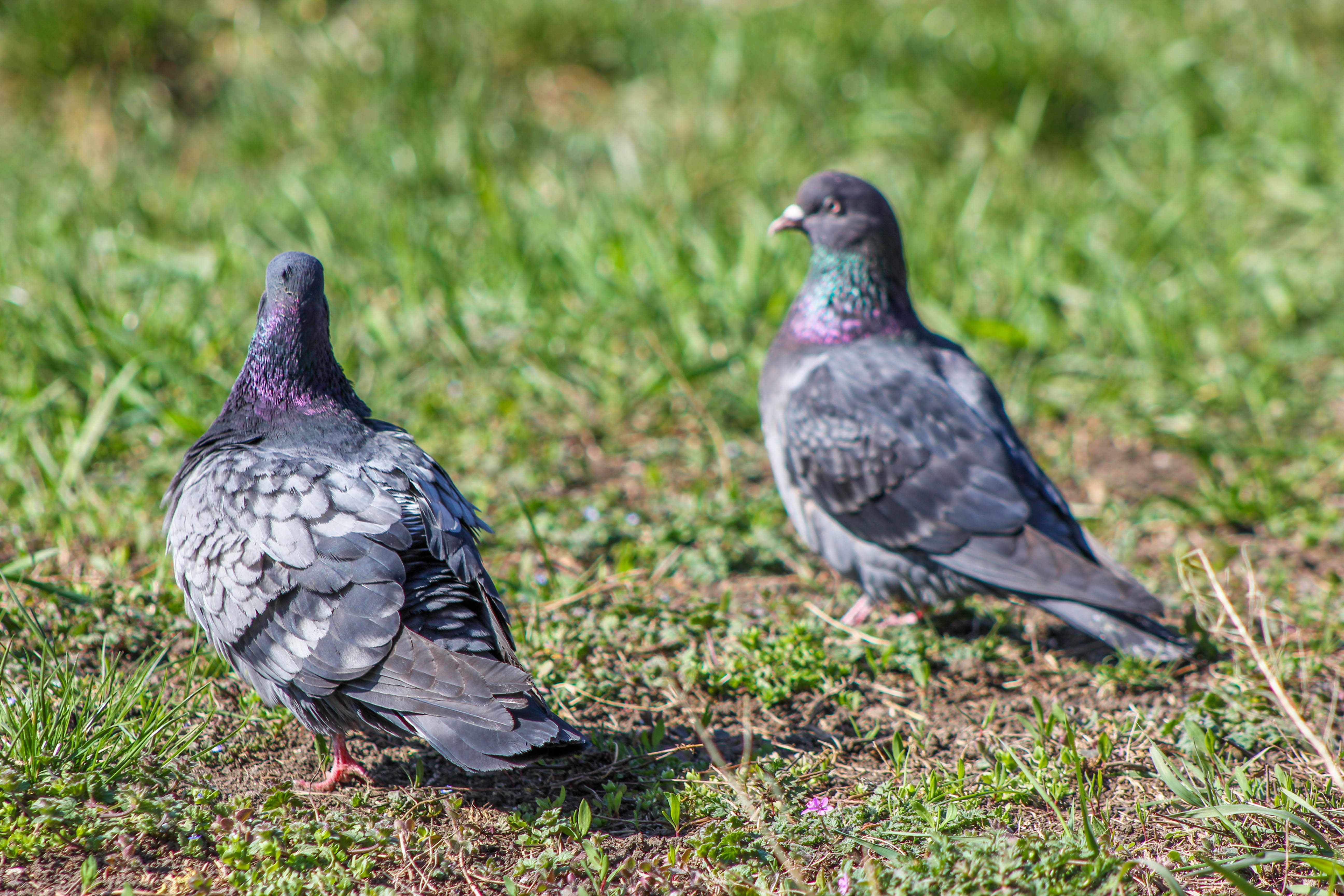
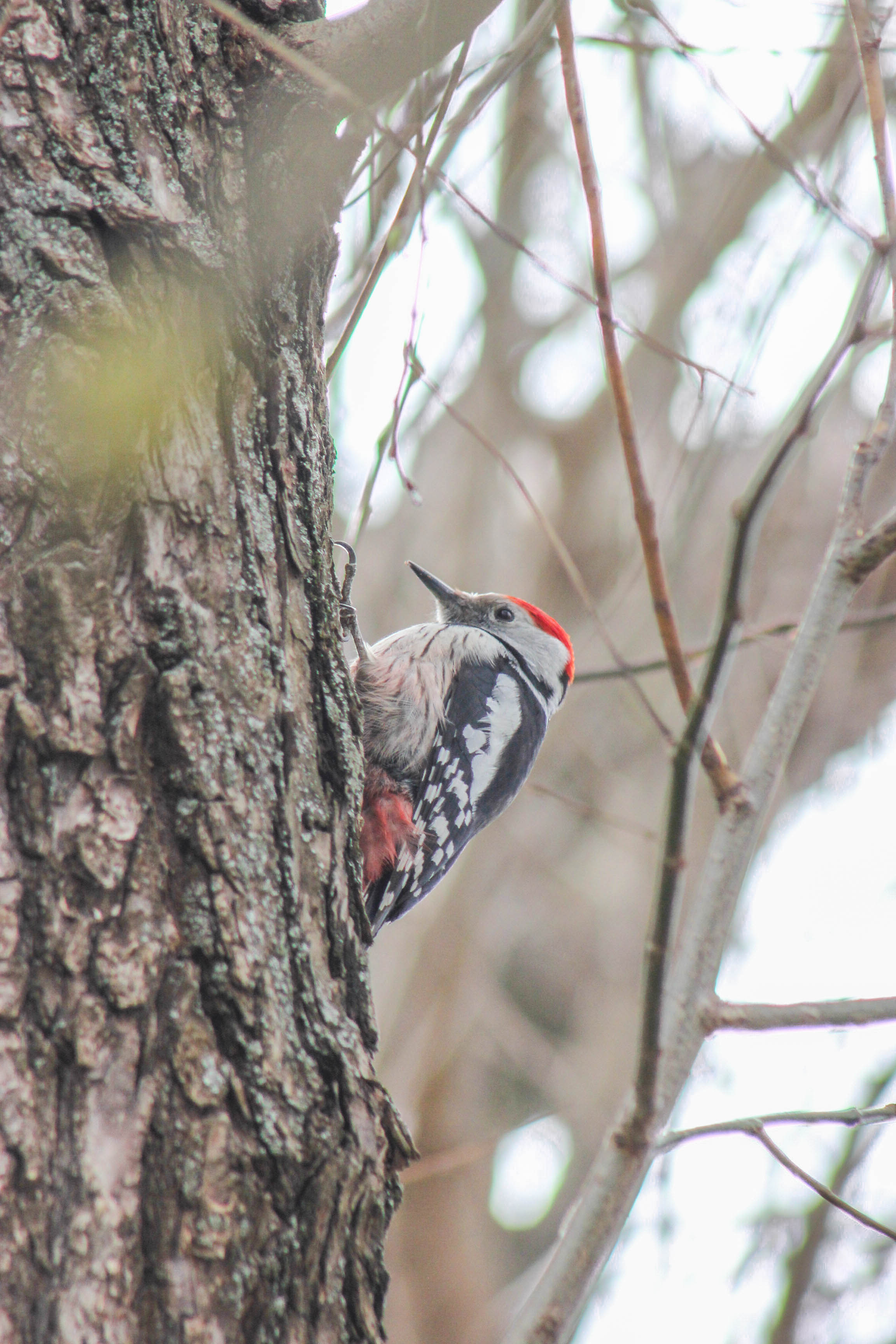
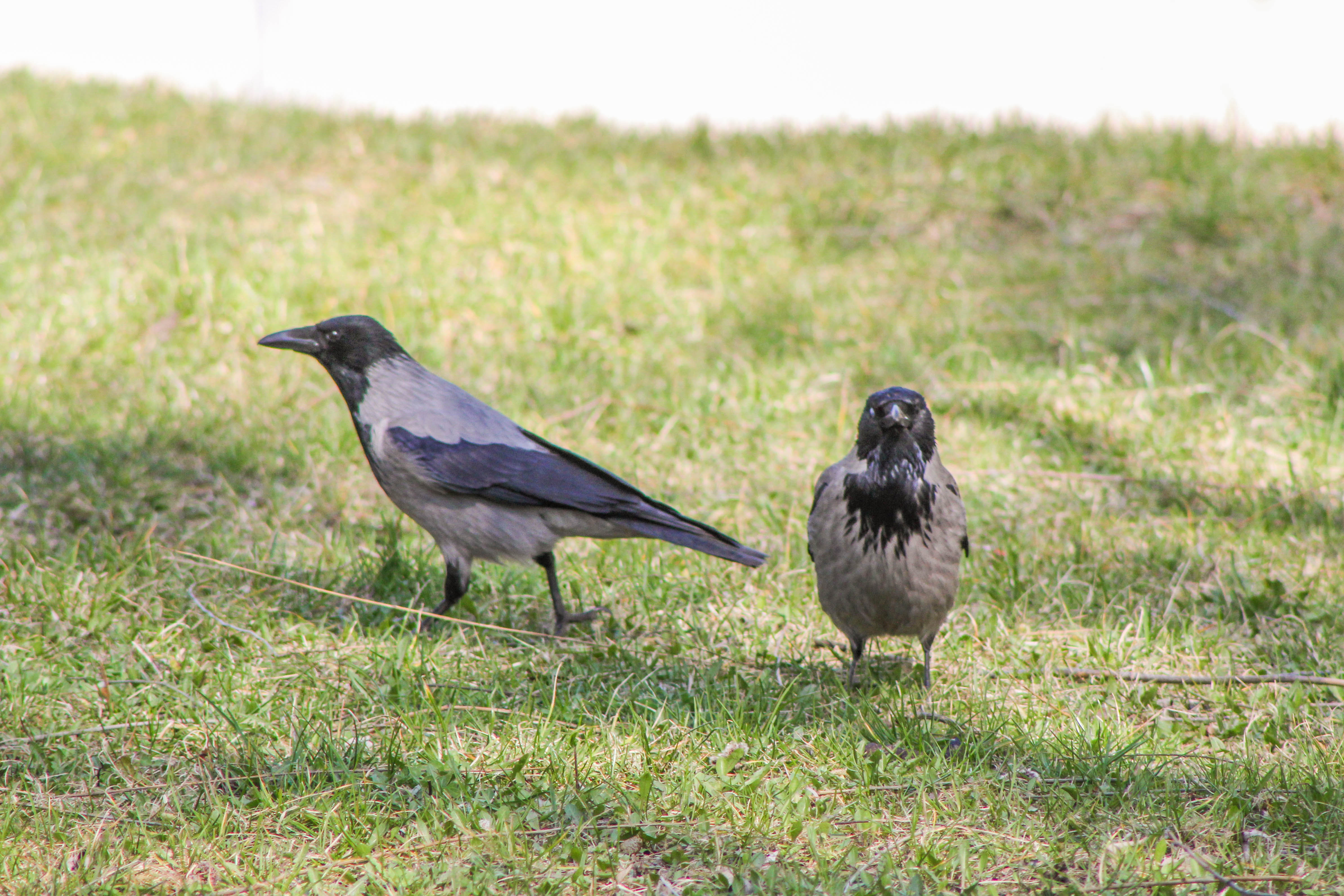
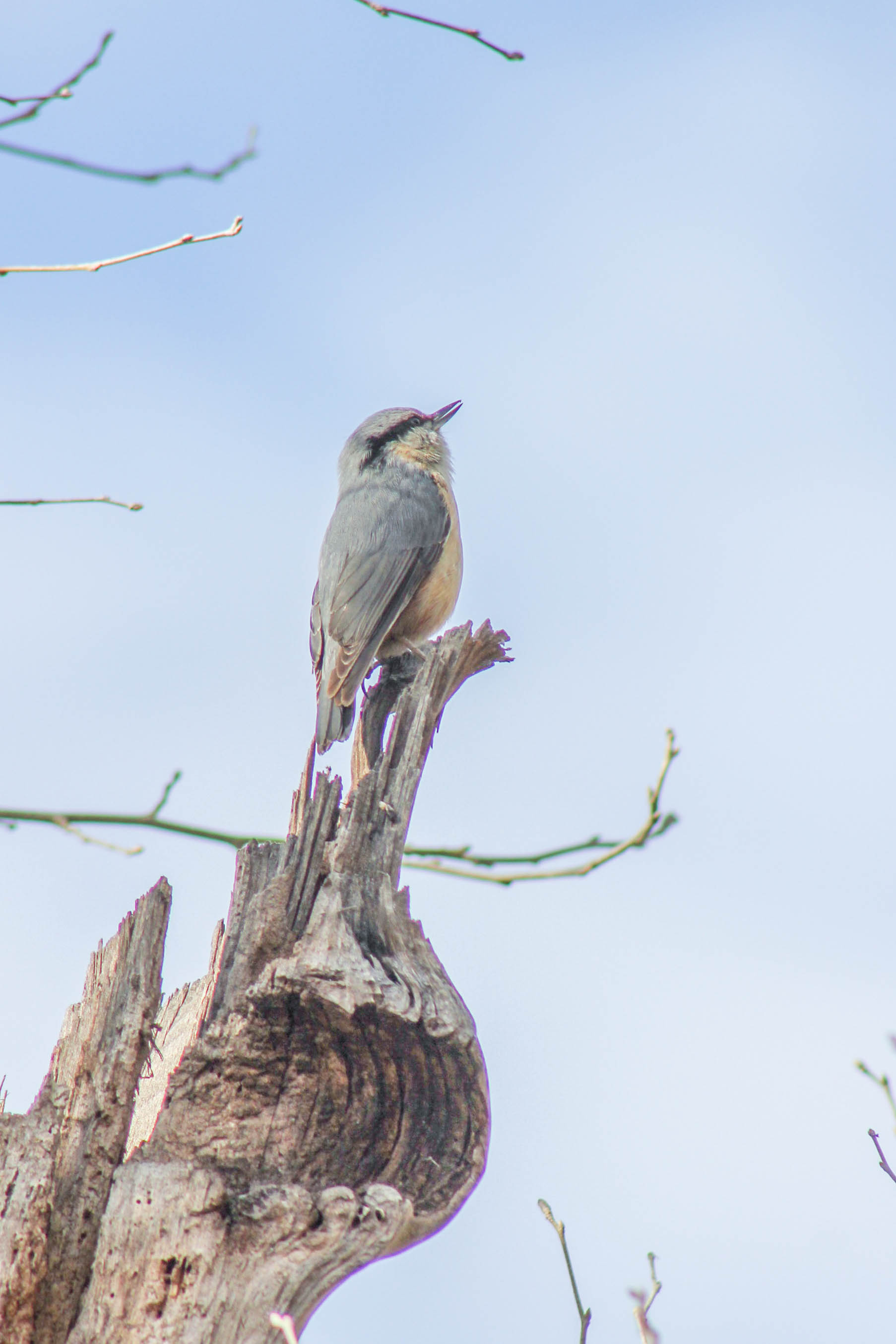
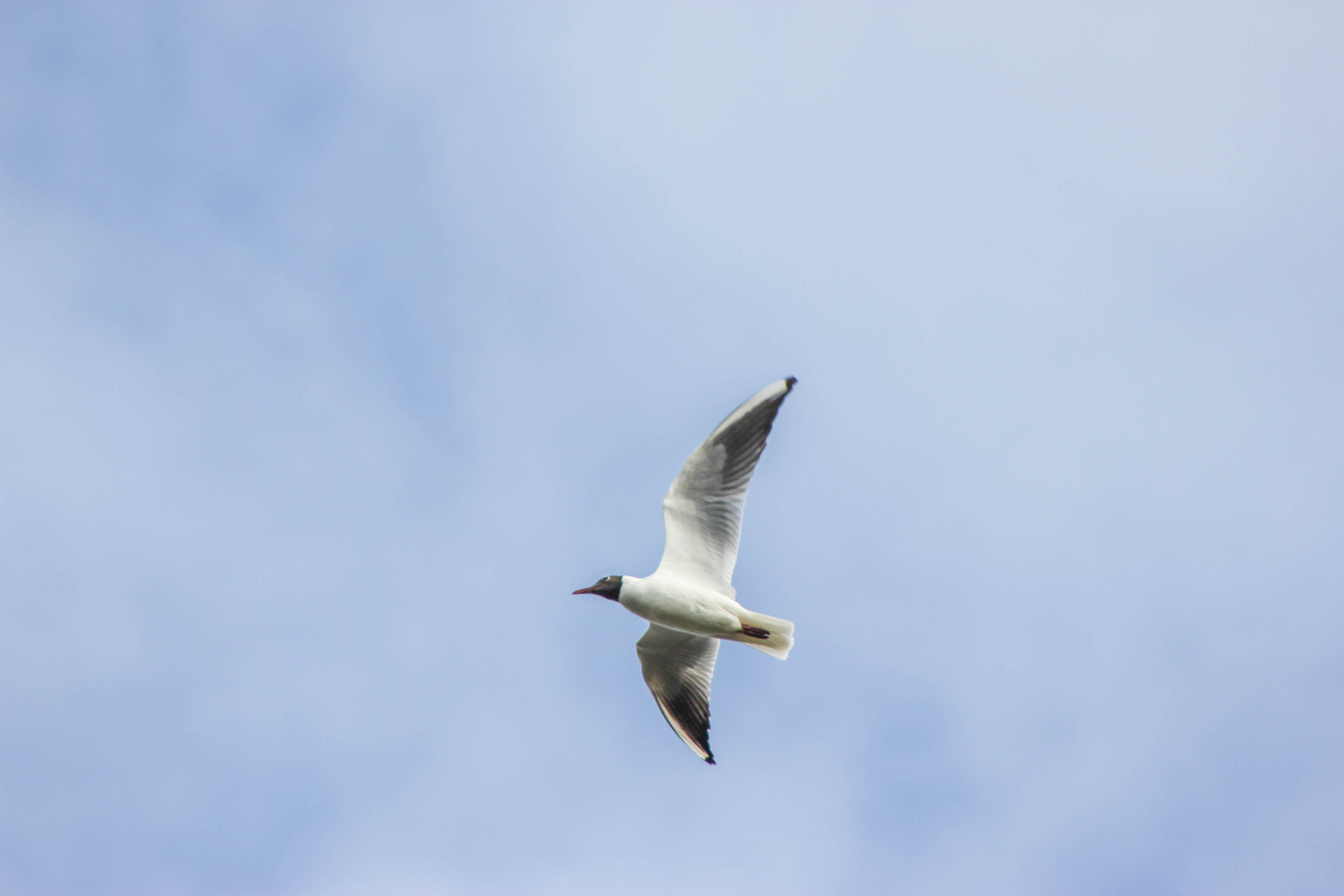
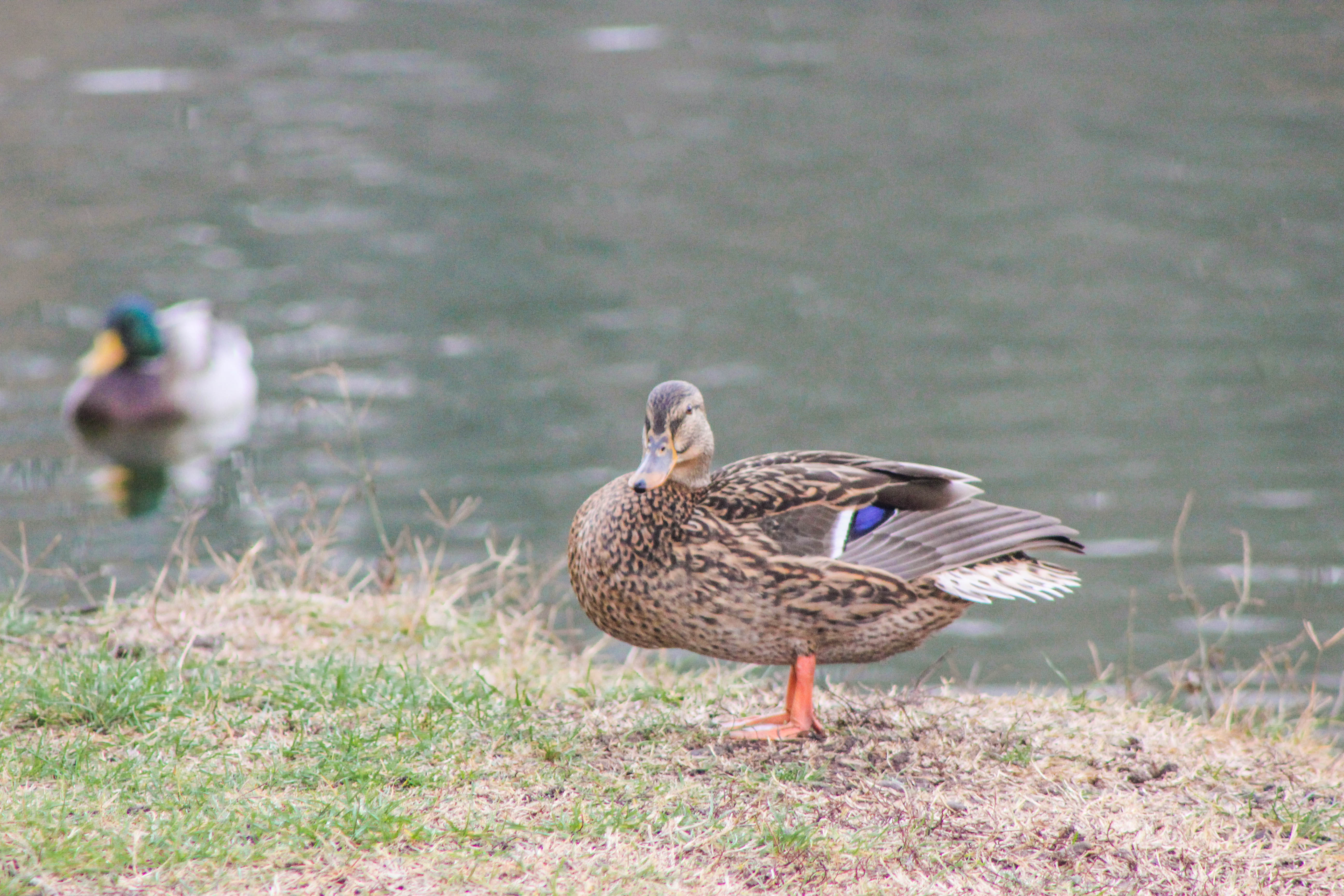
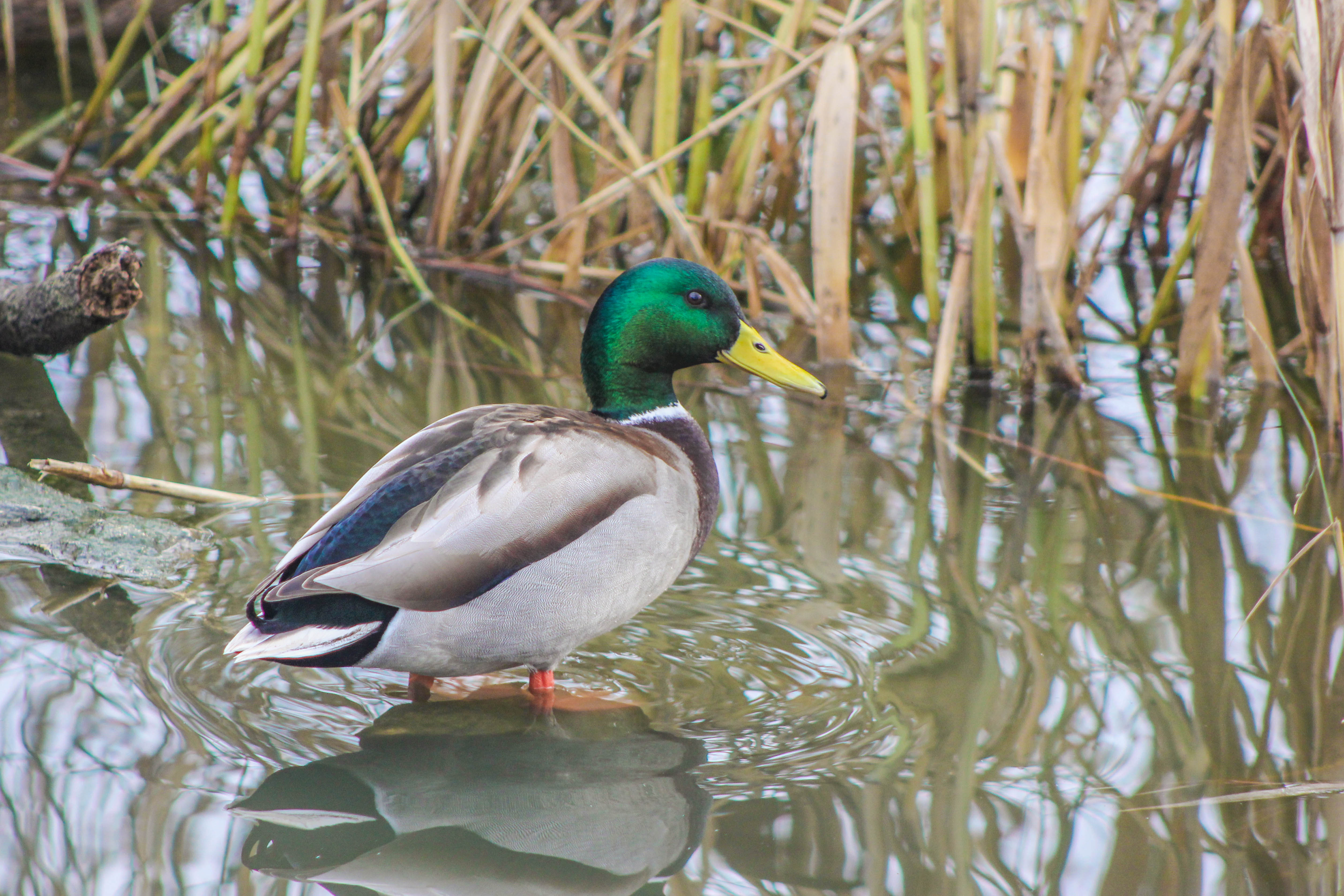
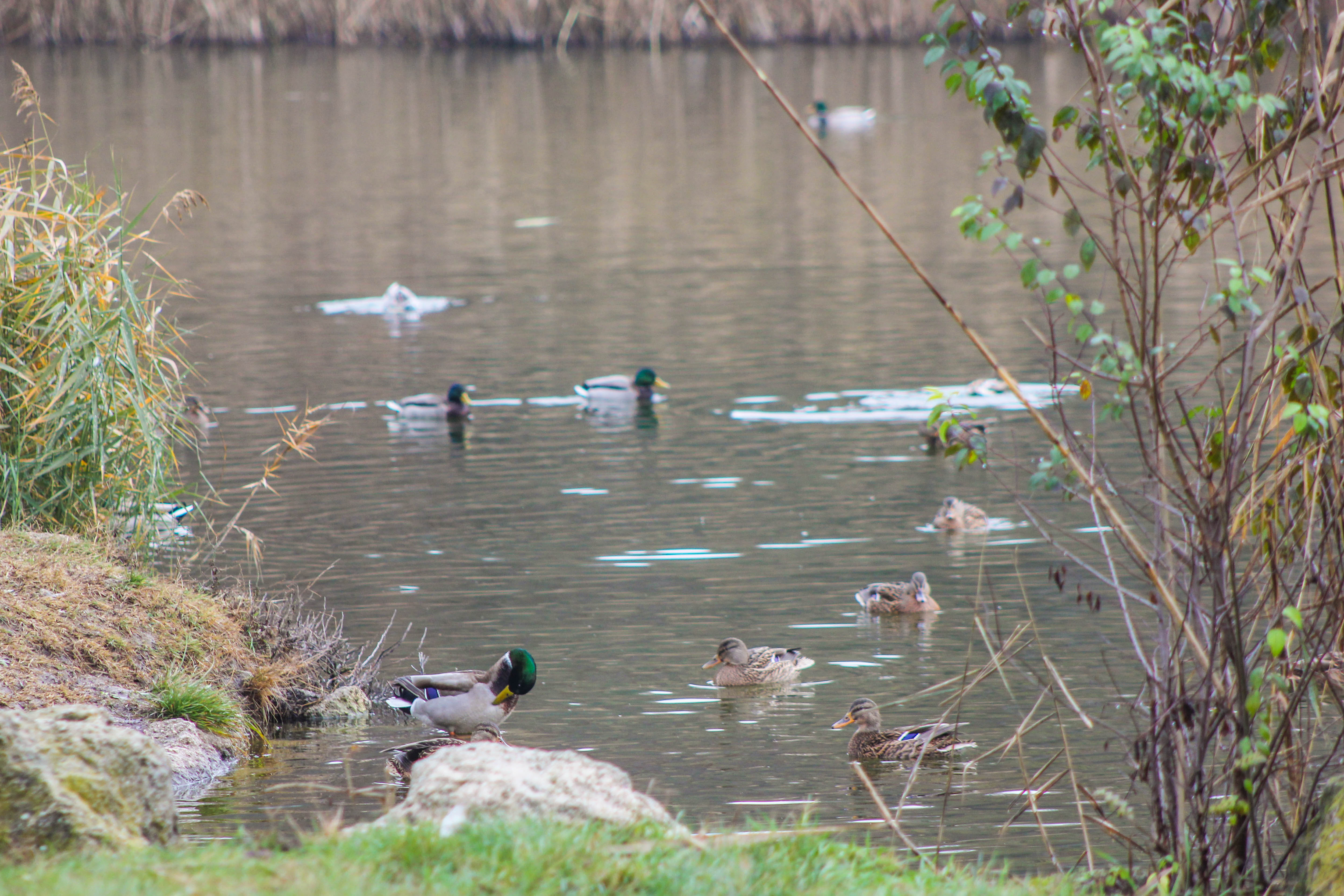
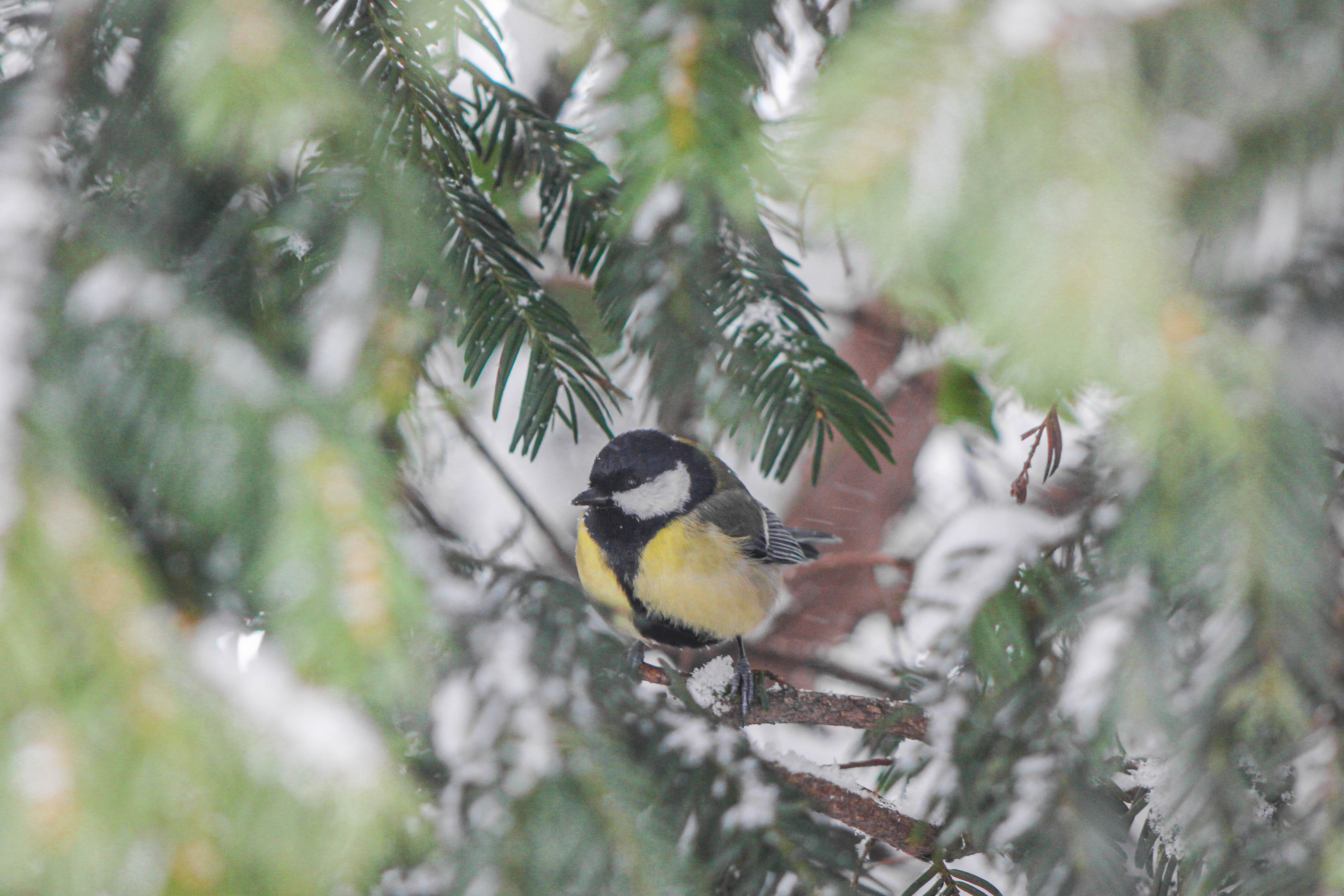
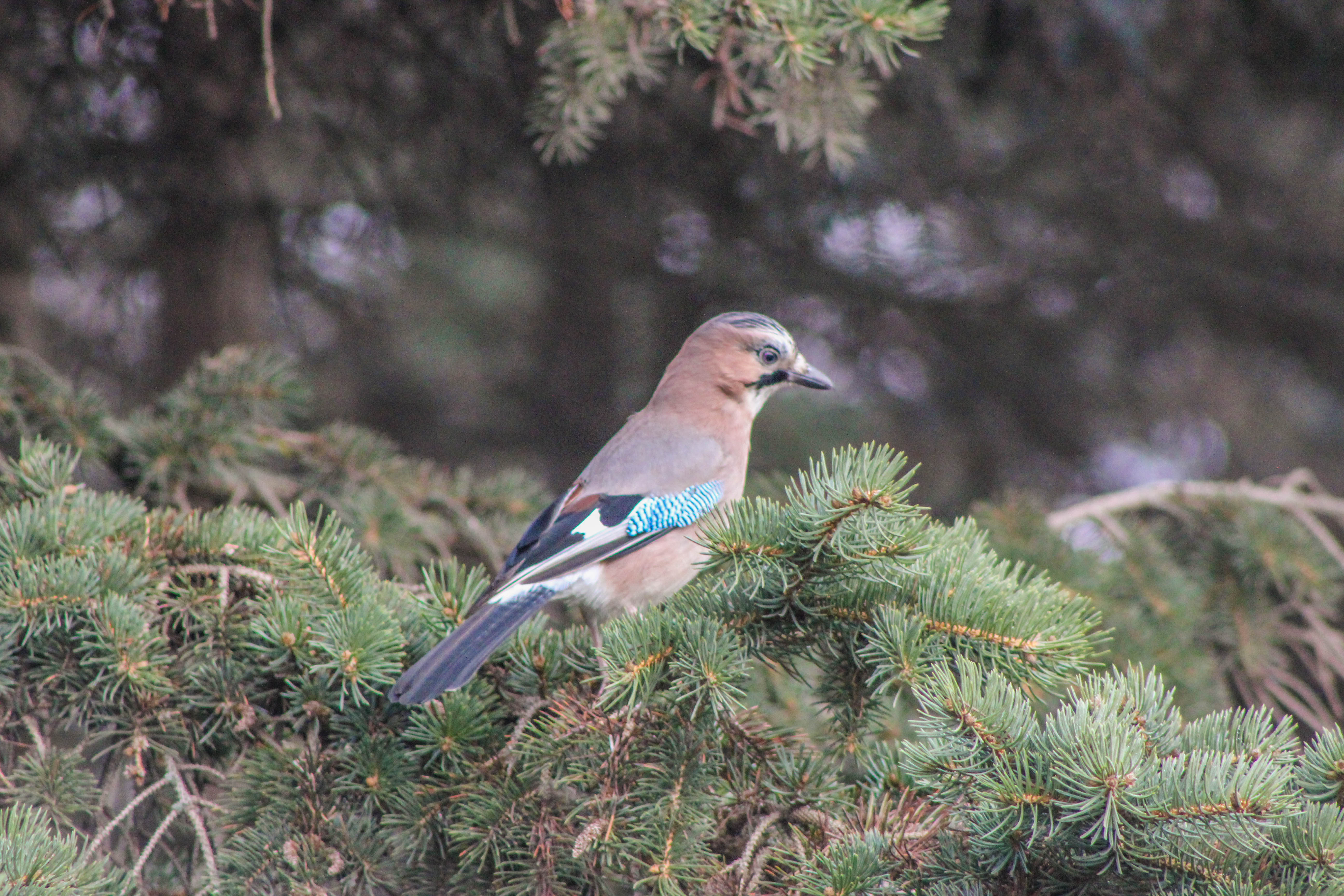
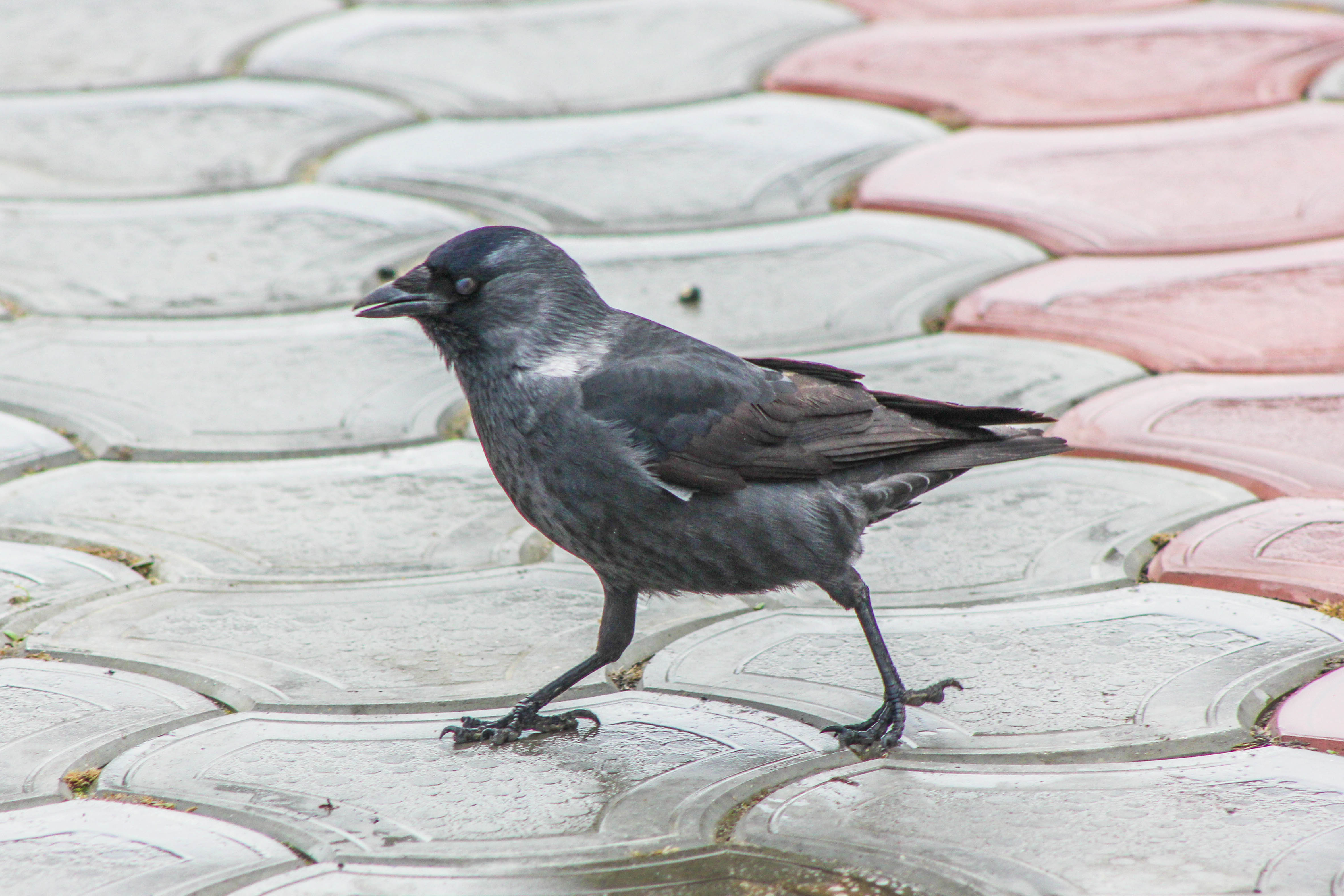
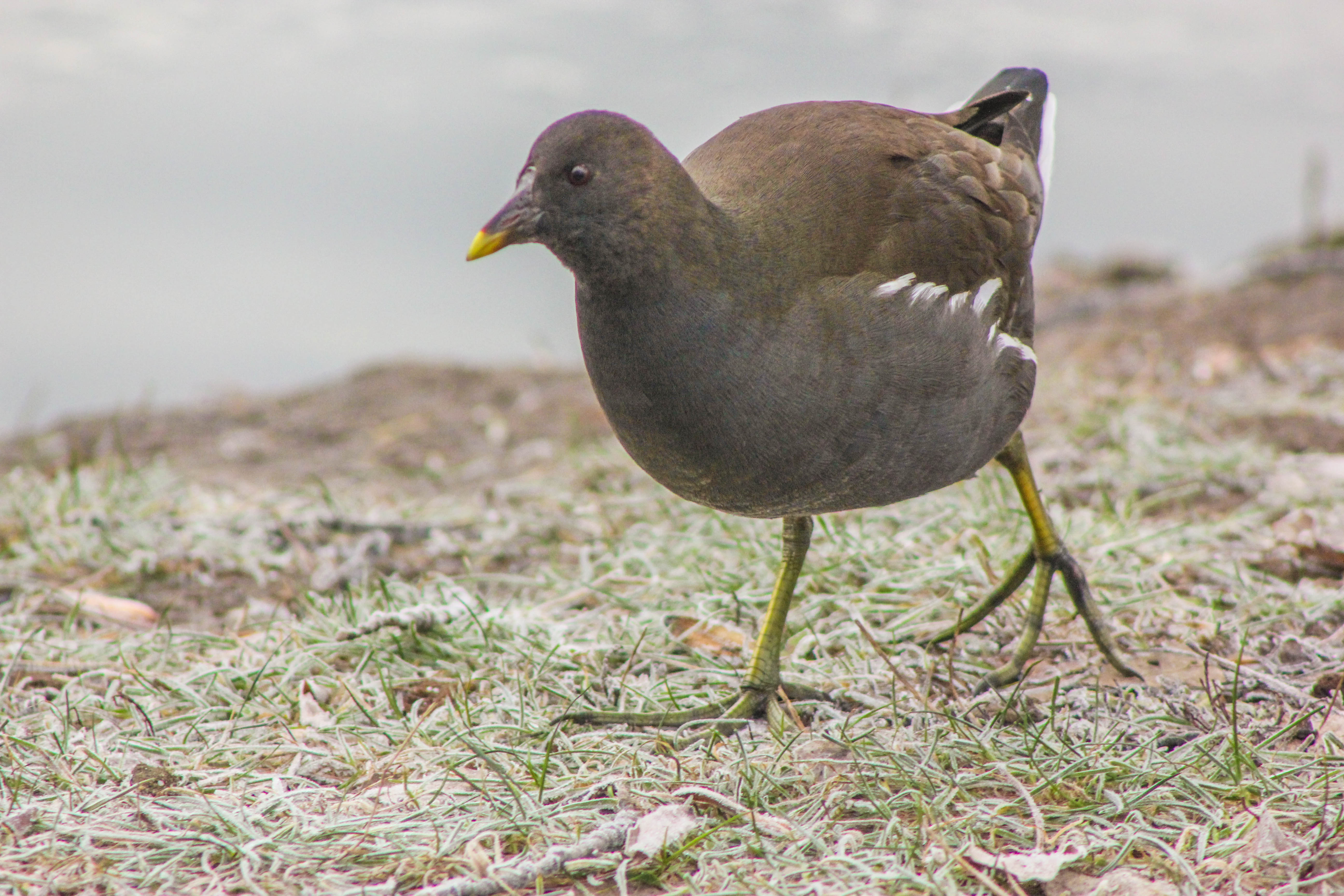
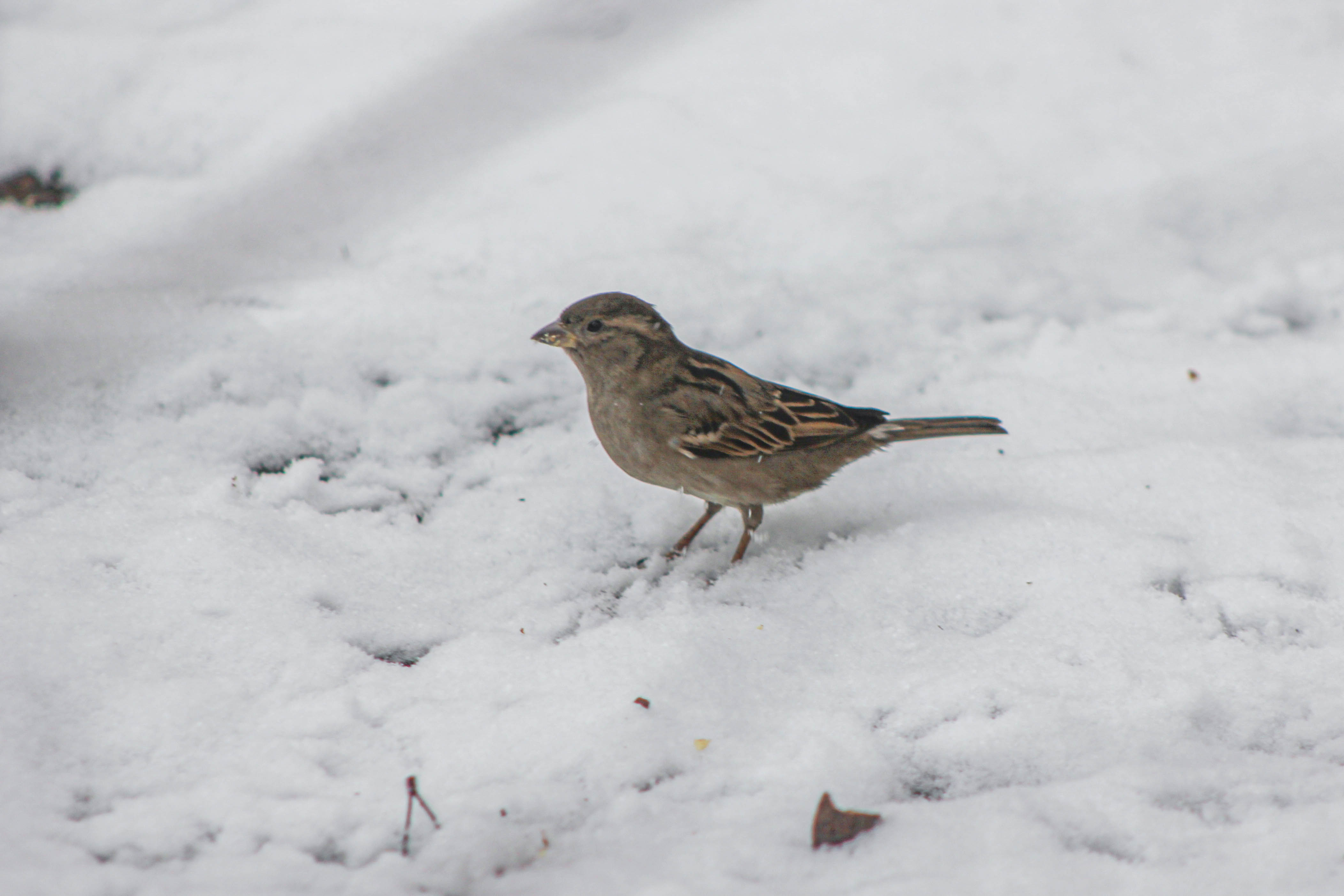

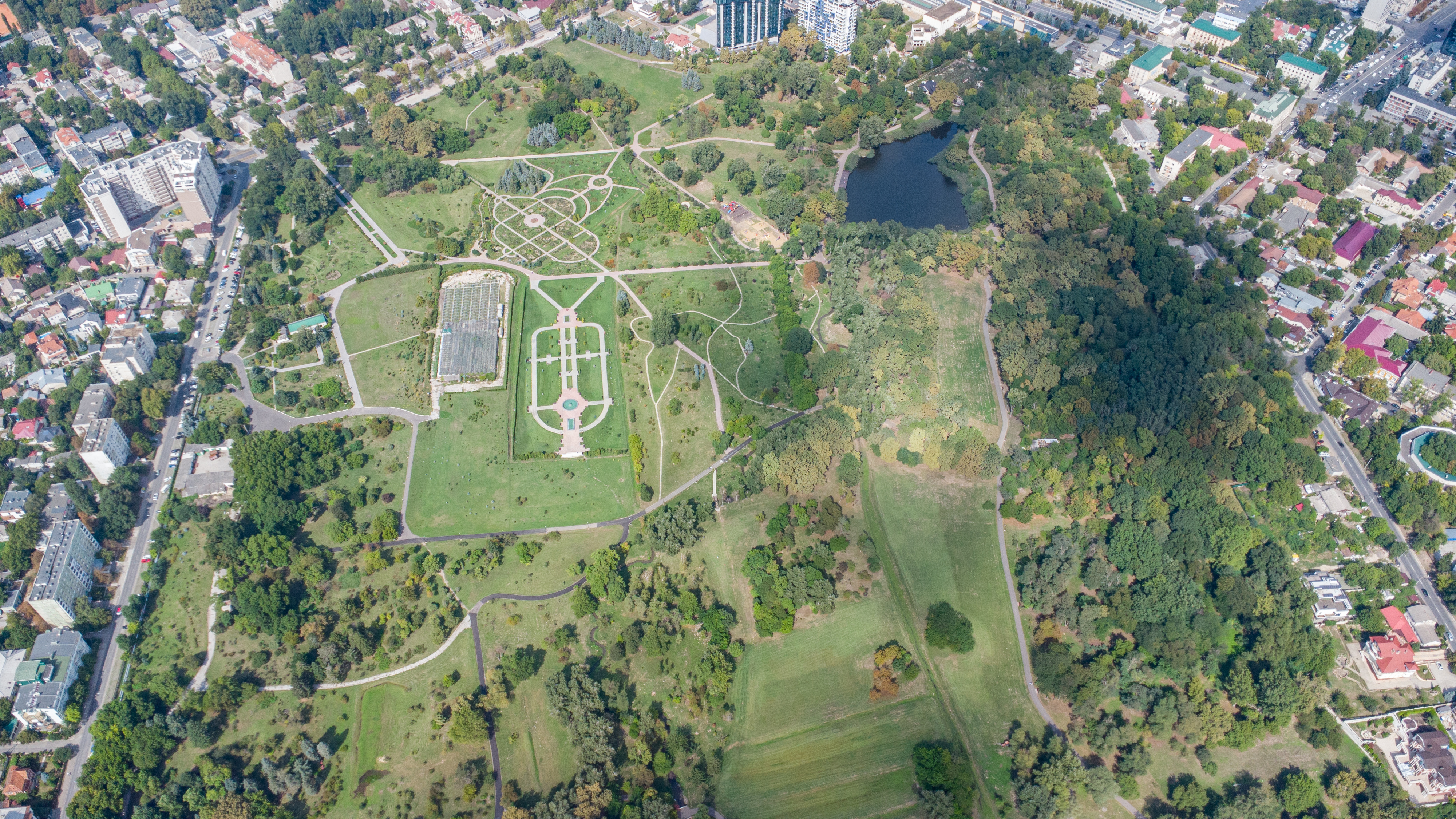
Vedere aeriană
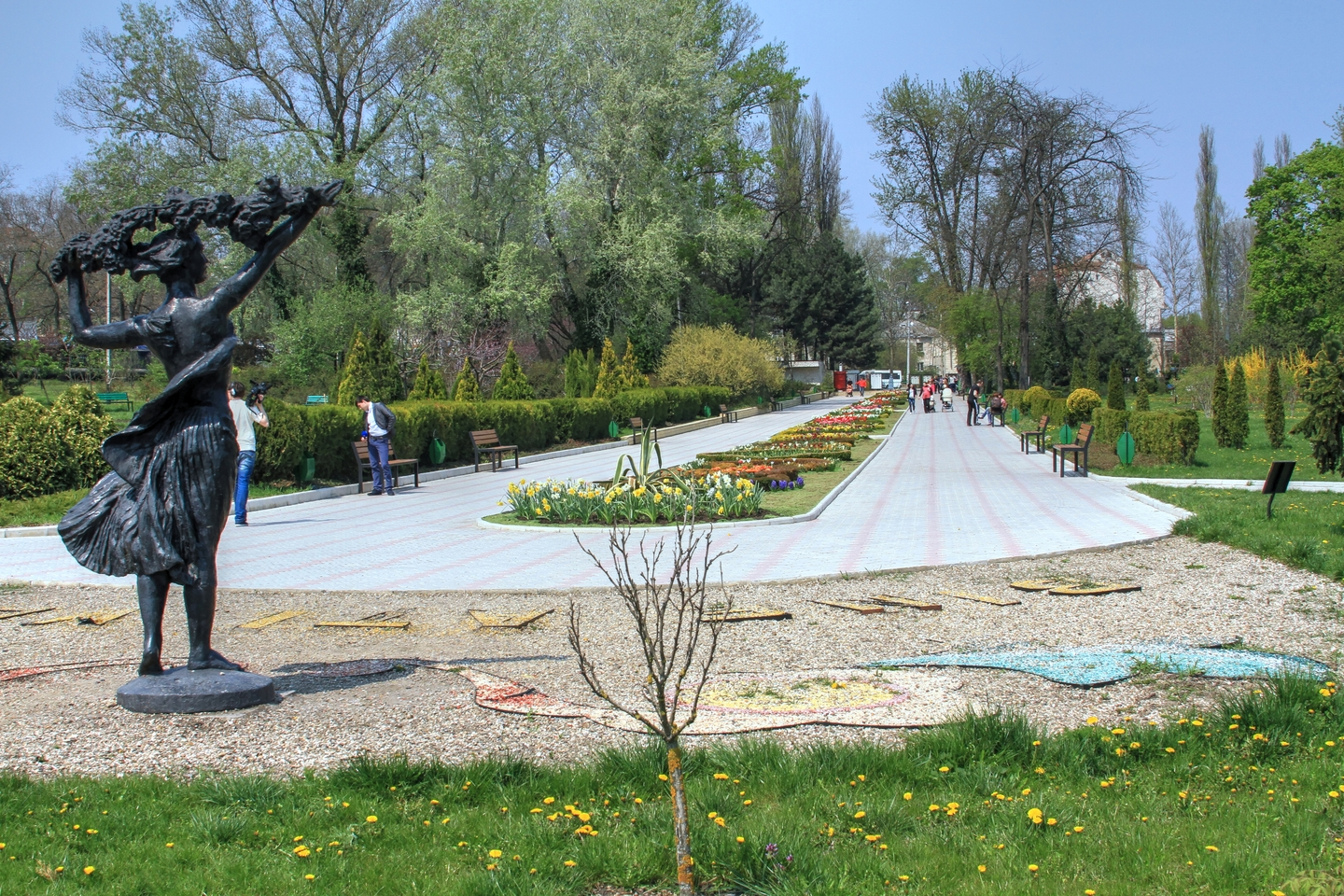
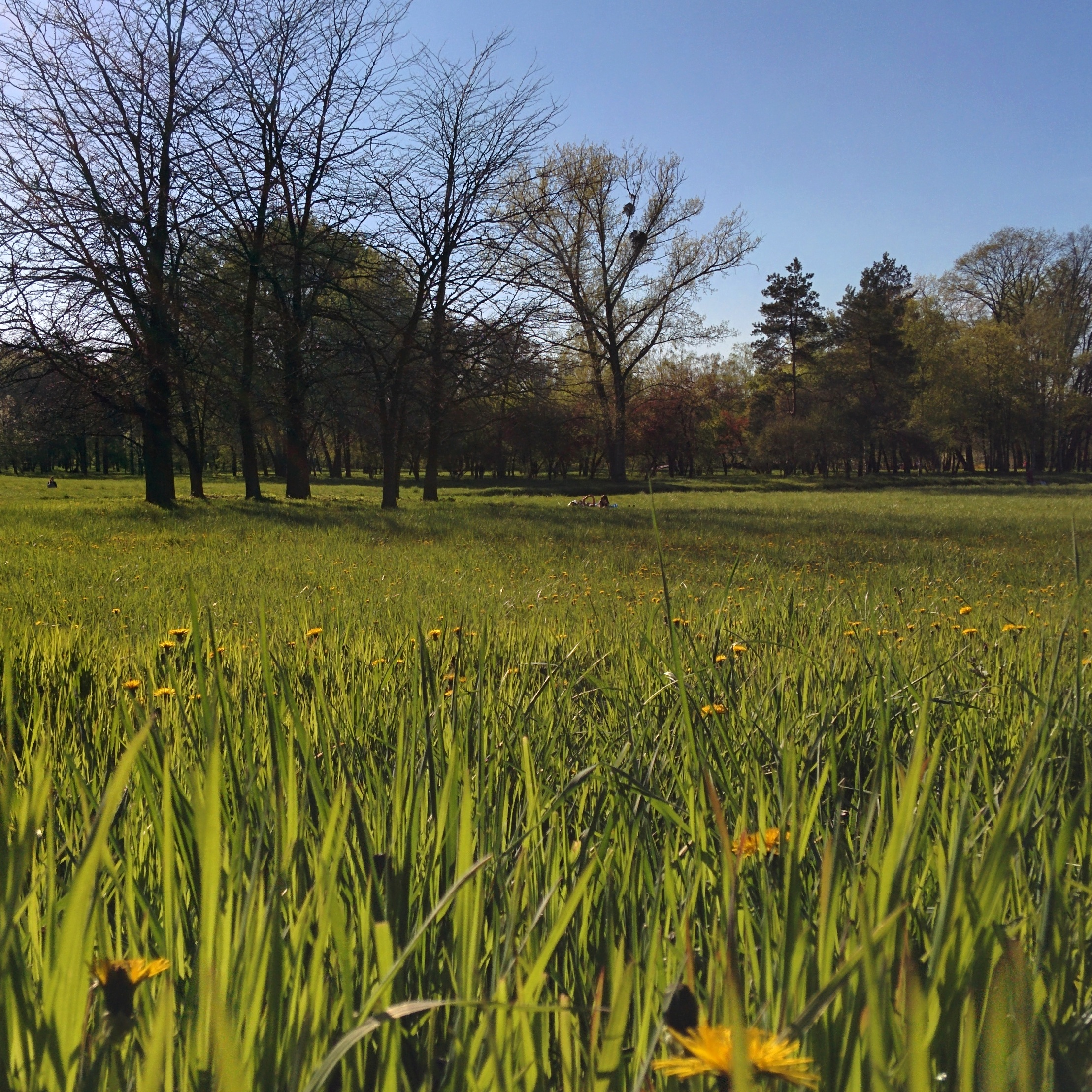
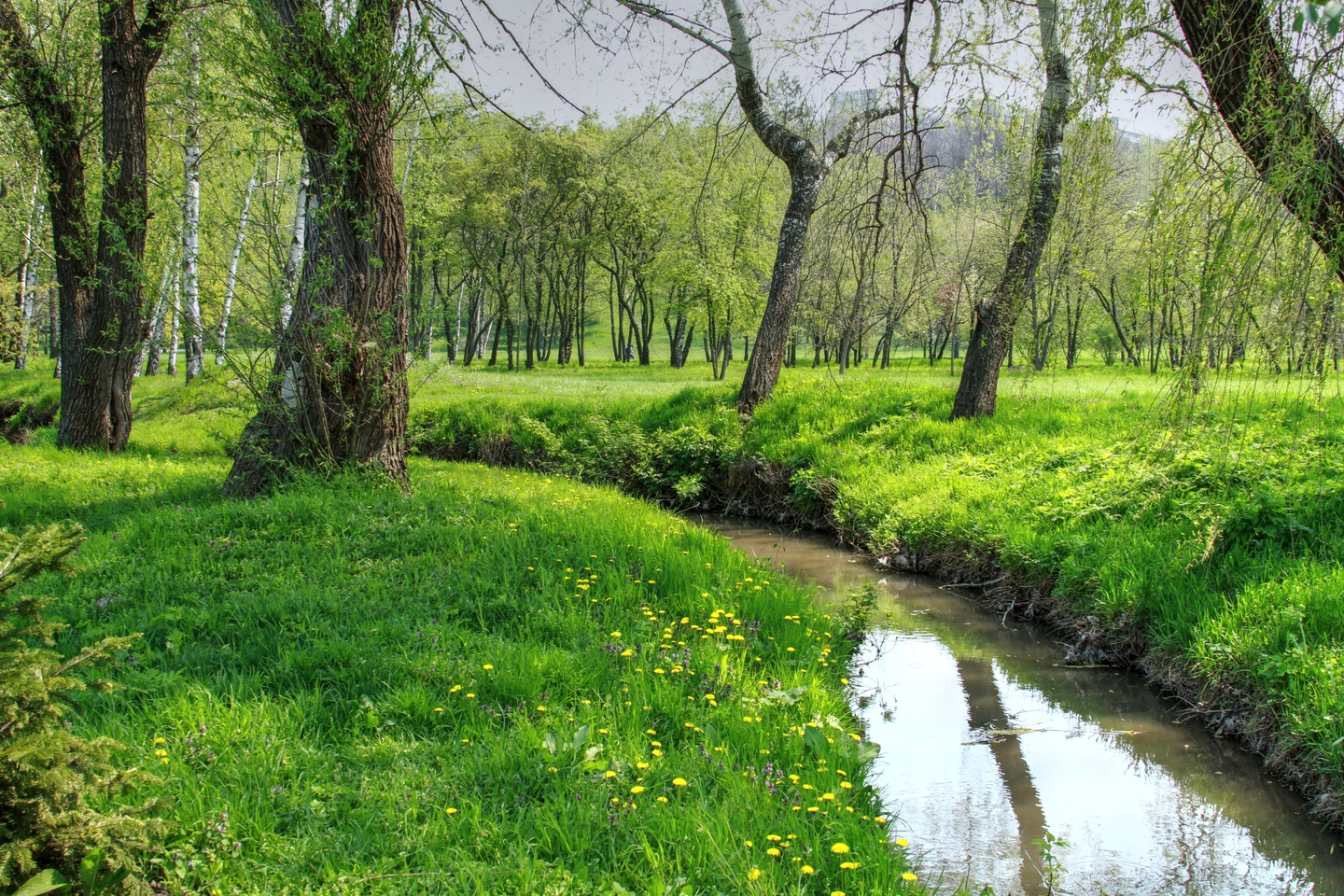
Pârâul Durlești
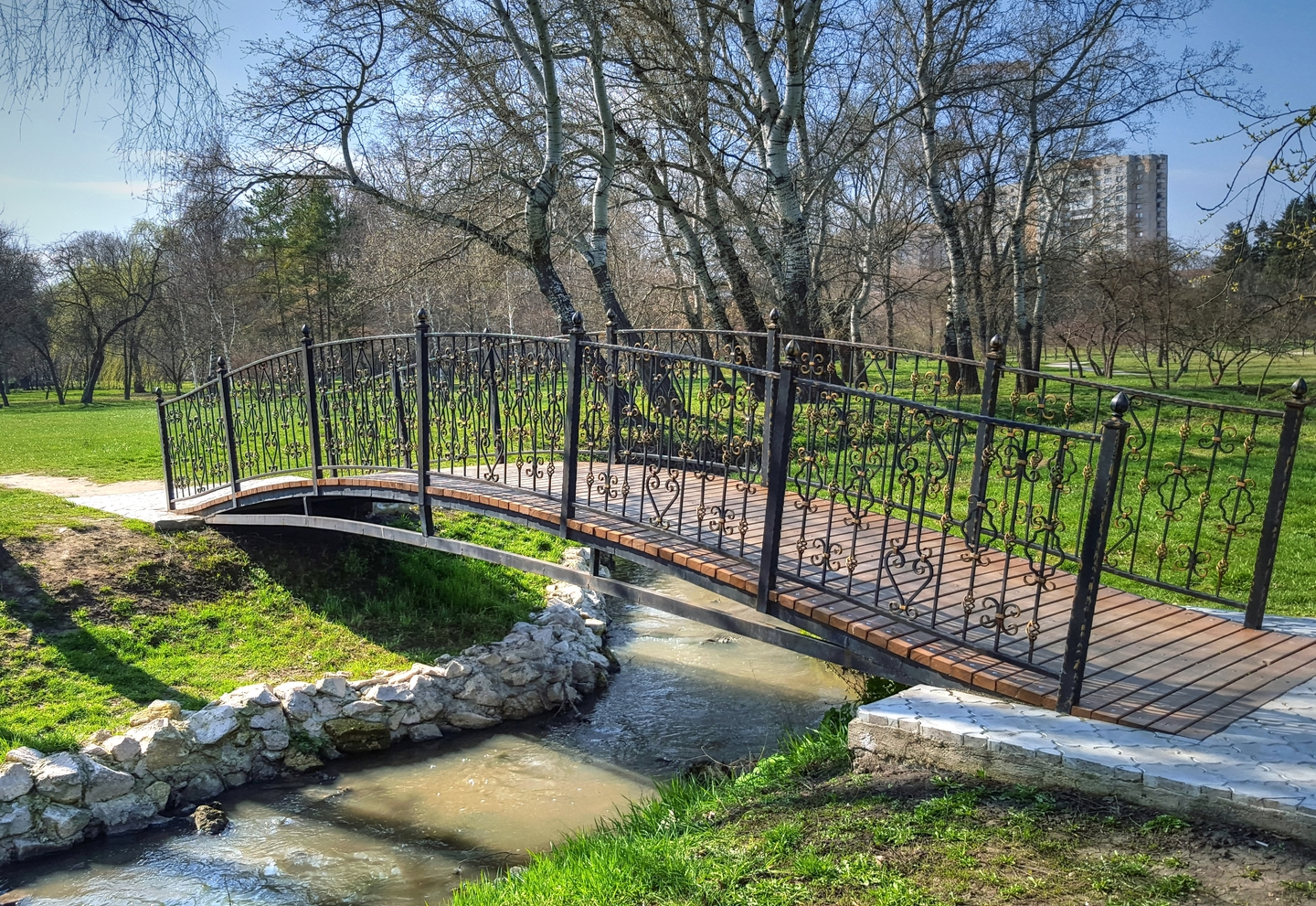
Pod improvizat peste pârâul Durlești
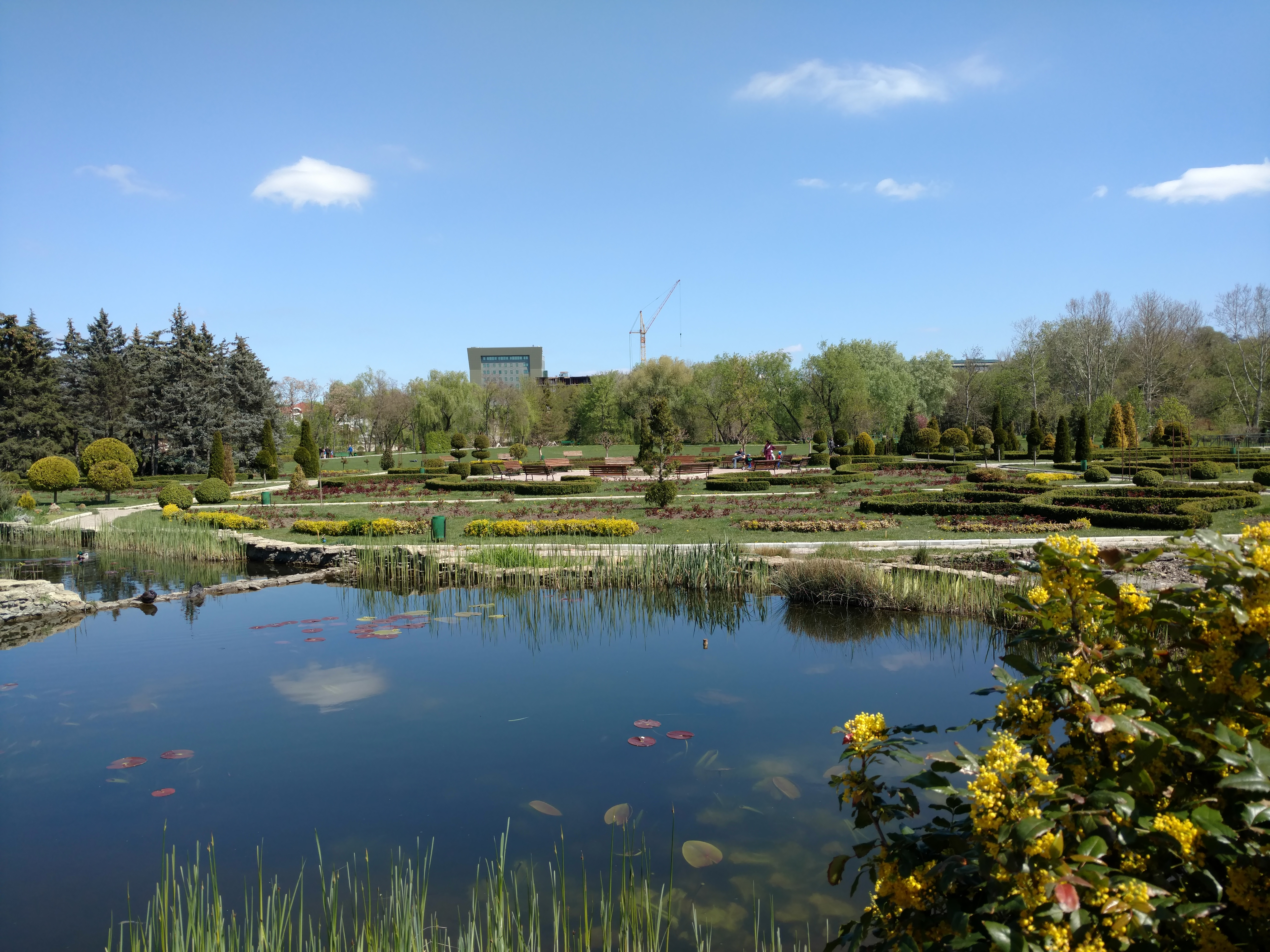
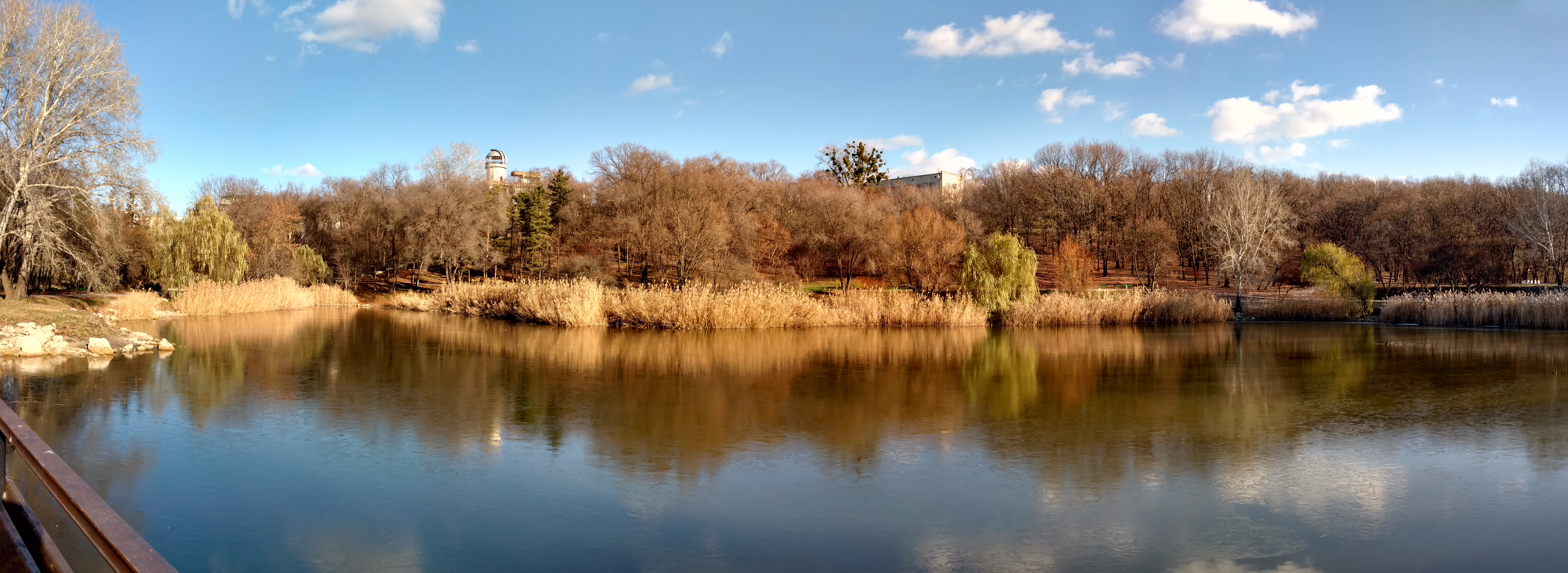
Lacul din parc
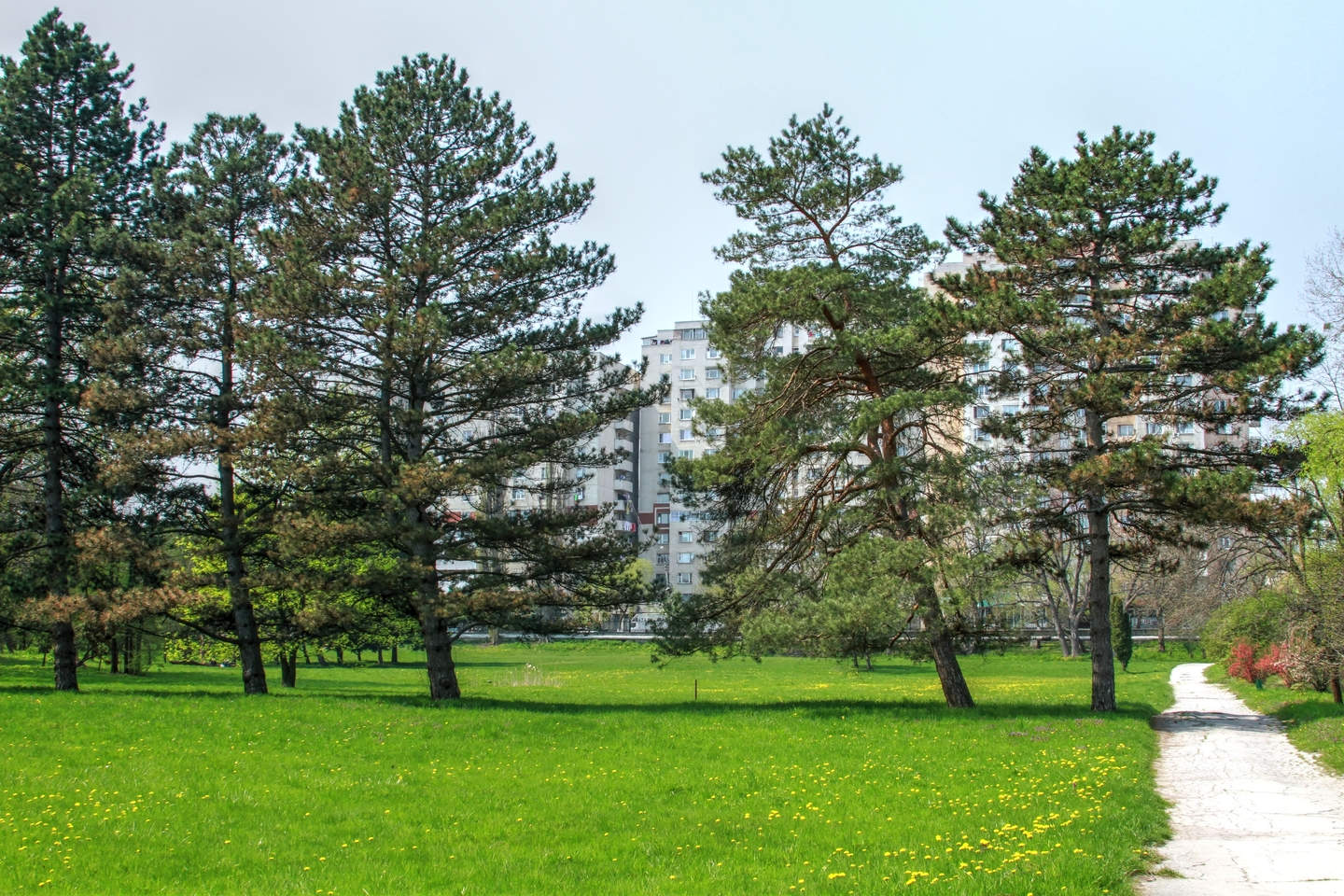

Faună observată în parc